# Downfall of Gaia
Downfall of Gaia es una banda alemana de post-black metal formada en el año 2008 por Dominik Goncalves dos Reis (voz y guitarra) y Anton Lisovoj (voz y bajo). Completan la alineación el baterista Michael Kadnar y el guitarrista Marco Mazzola. Adoptaron en sus inicios un sonido crust punk, el cual transformaron con el paso del tiempo al incorporar influencias de black metal, doom metal y post-metal. Han lanzado a la fecha cinco álbumes de estudio, los últimos cuatro a través de Metal Blade Records.

## Historia

### Formación, primeros lanzamientos ySuffocating in the Swarm of Cranes(2006–2013)
Dominik Goncalves dos Reis y Anton Lisovoj comenzaron a escribir música juntos en el año 2006, enfocándose en el d-beat y crust punk. En el 2008, cambiaron totalmente su estilo, dotándolo de un carácter más "épico" , con la finalidad de escribir música más "seria", para ello tomaron el nombre de Downfall of Gaia e integraron a la alineación a Peter Wolff como segundo guitarrista, al cual habían conocido ese mismo año. Eligieron ese nombre ya que hace alusión a Gaia, la diosa griega primigenia que personifica la Tierra, orientando  hacia esta temática sus letras y atmósfera musical. El primer baterista de la banda fue reemplazado por Sven, quien a su vez fue reemplazado por Hannes en el año 2010. En el año 2008 lanzaron su primer demo, The Downfall of Gaia, seguido por un álbum split con la banda francesa Kazan, seguido por el EP en vivo Salvation in Darkness en el 2009. Su álbum debut Epos fue lanzado en el año 2010 con la ayuda de sellos discográficos independientes, siendo descrito por Goncalves como un trabajo orientado hacia el doom metal y el post-rock. En el año 2011 lanzaron un álbum split con la banda sueca In the Hearts of Emperors a través de las discográficas Alerta Antifascista Records, Moment of Collapse y Shove Records. A sí mismo, comenzaron a realizar giras más extensas por Estados Unidos con  la banda Vestiges, seguida de otra gira europea.
Downfall of Gaia finalizó su segundo álbum Suffocating in the Swarm of Cranes a principios del año 2012 siendo contactados por Metal Blade Records a unas semanas de concretar el lanzamiento, dejando detrás a las disqueras independientes y firmando un contrato, para finalmente lanzar el material el 10 de septiembre de 2012 en EUA y el 8 de octubre en Europa. Fue grabado con la ayuda de Christoph Scheideldorf en el '79 Sound Studio en Colonia, siendo mezclado por Jack Shirley del Atomic Garden Studio en el área de la Bahía de San Francisco y masterizado por James Plotkin. Suffocating in the Swarm of Cranes es un álbum conceptual que aborda temas como el sufrimiento humano derivado de la depresión y el insomnio dirigiéndose gradualmente hasta la locura total. Hannes describió la parte musical como una mezcla de influencias que van desde el sludge, black metal, hardcore e incluso el screamo y el post rock", mientras que Kim Kelly en una nota en el website Pitchfork comentó que el disco guardaba un fuerte parecido a sus anteriores trabajos, además de desarrollar un sonido inspirado en el post metal de Isis, añadiendo influencias de black metal con momentos que recuerdan al estilo crust punk de Amebix. En el año 2014 se presentaron en vivo junto a otras bandas como Neurosis, Toxic Holocaust y Black Tusk además de participar en el Hellfest de ese año, una experiencia descrita por Goncalves como la mejor de toda su carrera.

### Aeon Unveils the Thrones of Decay,AtrophyyEthic of Radical Finitude(2014–presente)

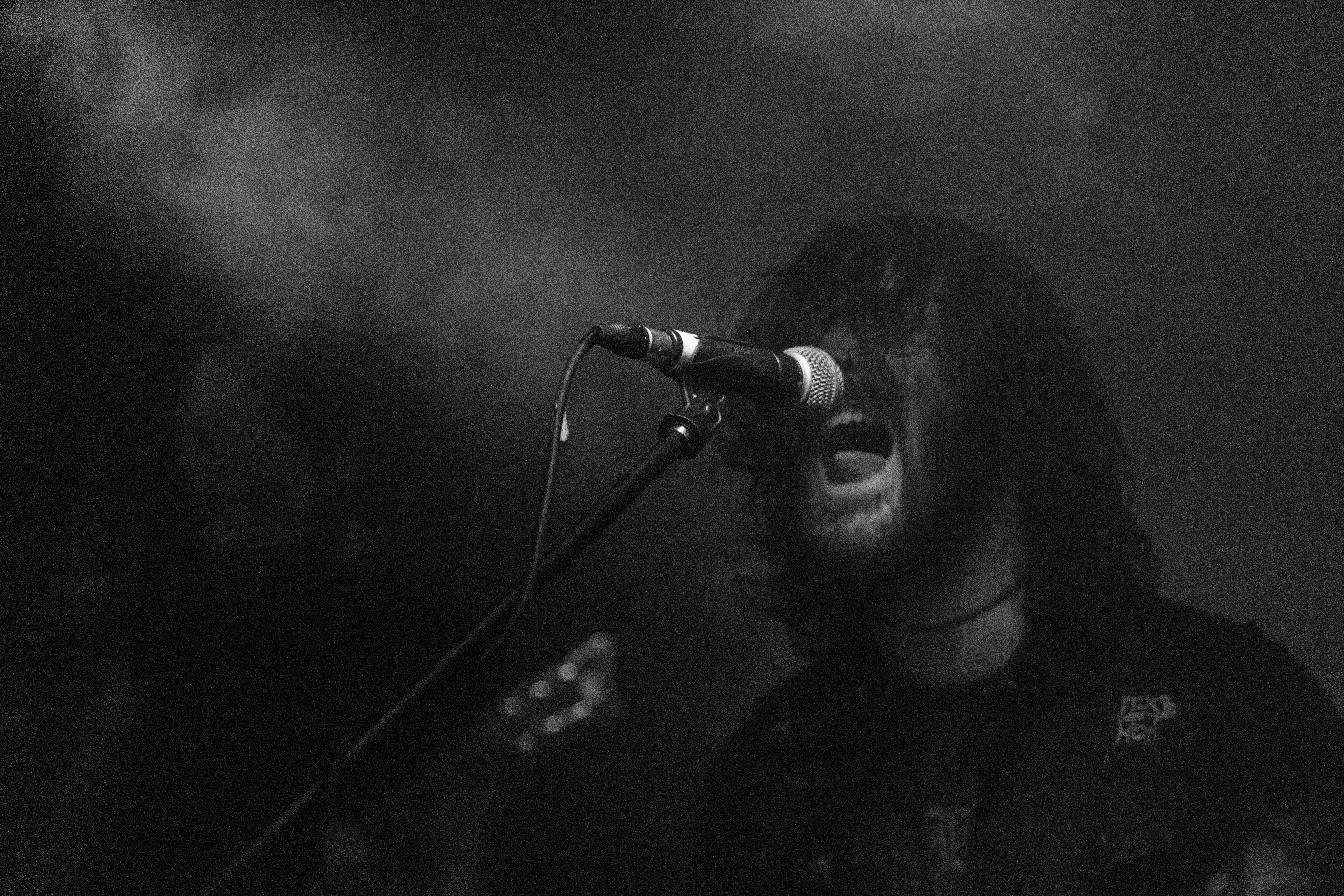
Peter Wolff (izq) y Goncalves (der) en el Roadburn Festival 2015

El tercer álbum de Downfall of Gaia, Aeon Unveils the Thrones of Decay, fue lanzado el 11 de noviembre del 2014 a través de Metal Blade. Las canciones estuvieron listas aproximadamente en dos semanas, donde se mantuvieron escribiendo y ensayando, antes de integrarse el nuevo baterista Michael Kadnar proveniente de la ciudad de New York, quien reemplazó a Hannes. Las partes vocales fueron fueron añadidas por Goncalves un mes después de haber escrito las letras. La versión final fue grabada en el '79 Sound Studio, ezclada en el Atomic Garden Studio y masterizada en el Audiosiege Studio en Portland, Oregon. Este álbum es descrito por Goncalves como "un álbum conceptual sobre el tiempo y todos sus lados incontrolables ... luchando con los lados más oscuros de la vida, aquellas cosas con las que todo el mundo luchar en su día a día" y mientras que "las canciones de los discos anteriores fueron creciendo lentamente, tomándose su tiempo" en esta ocasión intentaron "centrarse en estructuras más rectas, rápidas y agresivas". A finales del 2015 comenzaron a trabajar en su siguiente producción.
Wolff salió de Downfall of Gaia a inicios del año 2016 para dar prioridad a sus nuevos proyectos y su vida privada, siendo reemplazado por Marco Mazzola después de realizar una serie de audiciones en el mes de abril. El cuarto álbum de la banda,Atrophy, fue grabado en junio del 2016 en el Hidden Planet Studio de Berlín y mezclado y masterizado en el Atomic Garden Studio. Fue lanzado el 11 de noviembre del 2016. El 8 de febrero del 2019 la banda lanzó su quinto álbum, Ethic of Radical Finitude, de igual forma a través de Metal Blade.

## Estilo musical e influencias
El estilo de Downfall of Gaia estaba inicialmente arraigado al crust punk, orientándose paulatinamente hacia canciones más "largas y elaboradas". Después de lanzar Aeon Unveils the Thrones of Decay en el 2014, su estilo fue descrito como "metal experimental, sludge y black metal ... con influencias de metal progresivo y atmosférico", mezclando de igual forma riffs característicos del post-metal con la intensidad propia del black metal" y "una mezcla de black metal con estallidos a lo crust y grindcore, sludge y, en cierta medida, un post metal con toques doom". Han sido también comparados con Fall of Efrafa, Altar of Plagues y Agrimonia.
Dominik Goncalves dos Reis comenta que las banda fue influenciada inicialmente por el d-beat y el crust punk, para orientarse después hacia el doom metal, sludge metal y black metal, teniendo a Agalloch, Neurosis, Yob, Electric Wizard y Wolves in the Throne Room como sus bandas favoritas e influencias personales, además de Altar of Plagues, Watain, Thy Light y los primeros materiales de Ulver como las principales influencias de la banda. En el 2012, comentó que Cult of Luna, Rosetta, Altar of Plagues, Neurosis y Mono se encontraban entre otras de sus grandes influencias. Sin embargo, indicó que en ocasiones difruta de una gran variedad de géneros y estilos musicales "que van desde la música pop, la música electrónica al indie."

## Integrantes
Actuales
- Dominik Goncalves dos Reis – voz, guitarra (2008– )
- Anton Lisovoj – voz, bajo (2008– )
- Michael Kadnar – batería (2014– )
- Marco Mazzola – guitarra (2016– )

Anteriores
- Peter Wolff – guitarra, voz (2008–2016)
- Sven – batería (2014)
- Hannes – batería (2008–2014)

## Discografía
Álbumes de estudio
- Epos (2010)
- Suffocating in the Swarm of Cranes (2012)
- Aeon Unveils the Thrones of Decay (2014)
- Atrophy (2016)
- Ethic of Radical Finitude (2019)

EPs
- The Downfall of Gaia (2008 demo)
- Salvation in Darkness (2009)

Splits
- Downfall of Gaia / Kazan (2009)
- Downfall of Gaia / In the Hearts of Emperors (2011)

Recopilatorios
- Downfall of Gaia (2013)